# William Onslow (4. hrabia Onslow)
William Hillier Onslow, 4. hrabia Onslow GCMG (ur. 7 marca 1853 w Old Alresford w hrabstwie Hampshire, zm. 23 października 1911 w Hendon w hrabstwie Middlesex) – brytyjski arystokrata i polityk, członek Partii Konserwatywnej, minister w rządzie Arthura Balfoura, gubernator Nowej Zelandii w latach 1889–1892.
Był synem George’a Onslowa i Mary Loftus. Wykształcenie odebrał w Eton College oraz w Exeter College na Uniwersytecie Oksfordzkim. Po śmierci swojego kuzyna Arthura w 1870 r. odziedziczył tytuł 4. hrabiego Onslow i zasiadł w Izbie Lordów.
W 1880 r. został Lordem-in-Waiting. Ponownie pełnił tę funkcję w latach 1886–1887. Następnie został podsekretarzem stanu w Ministerstwie Kolonii. W 1888 r. został parlamentarnym sekretarzem przy Zarządzie Handlu. W latach 1889–1892 był gubernatorem Nowej Zelandii. Po powrocie konserwatystów do władzy w 1895 r. został podsekretarzem stanu w Ministerstwie ds. Indii. W 1900 r. objął analogiczne stanowisko w Ministerstwie Kolonii. W latach 1903–1905 był przewodniczącym Rady Rolnictwa. Od 1905 r. był zastępcą speakera Izby Lordów.
3 lutego 1875 r. w kościele św. Jerzego przy Hanover Square w Londynie poślubił Florence Gardner (zm. 8 sierpnia 1934), córkę Alana Gardnera, 3. barona Gardner of Uttoxeter, i Julii Fortescue, córki Edwarda Fortescue. William i Florence mieli razem dwóch synów i dwie córki
- Dorothy Evelyn Augusta Onslow, żona Edwarda Wooda, 1. hrabiego Halifax, miała dzieci
- Gwendolen Florence Mary Onslow (zm. 1966), żona Ruperta Guinnessa, 2. hrabiego Iveagh, miała dzieci
- Richard William Alan Onslow (23 sierpnia 1876 – 9 czerwca 1945), 5. hrabia Onslow
- Victor Alexander Herbert Huia Onslow (13 listopada 1890 – 27 czerwca 1922), ożenił się z Muriel Wheldale, nie miał dzieci

Zmarł w 1911 r. Tytuł parowski odziedziczył jego najstarszy syn, Richard.